# Kenta Hiraishi
Kenta Hiraishi (平石 健太 Hiraishi Kenta?), född 26 juni 1985 i Hiroshima prefektur, är en japansk före detta fotbollsspelare.
Hiraishi började sin karriär 2008 i FC Ube Yahhh-Man. 2010 flyttade han till Avispa Fukuoka. Han avslutade karriären 2010.